# Polbain
Polbain ist ein Dorf in der Council Area Highland in Schottland. Der Ort liegt rund 20 Kilometer nordwestlich von Ullapool und 15 Kilometer südsüdwestlich von Lochinver in der sehr dünn besiedelten Region Wester Ross, die zur ehemaligen Grafschaft Ross-shire gehörte. Nach Achiltibuie im Südosten sind es 3 Kilometer. Die wesentlichen wirtschaftlichen Faktoren des Ortes sind die Schafzucht und der Tourismus.

## Etymologie
Polbain leitet sich von den schottisch-gälischen Wörtern Poll und bain ab. Das männliche Substantiv Poll ist ein „Tümpel“, „Weiher“ oder „Sumpf“, verwandt mit dem Englischen pool. Bain ist aus dem irischen Adjektiv bán mit der Bedeutung „weiß“ hervorgegangen. Polbain bedeutet somit der „weiße Weiher“ – wahrscheinlich in Anspielung auf die sich anschließende Badentarbat Bay.

## Geographie

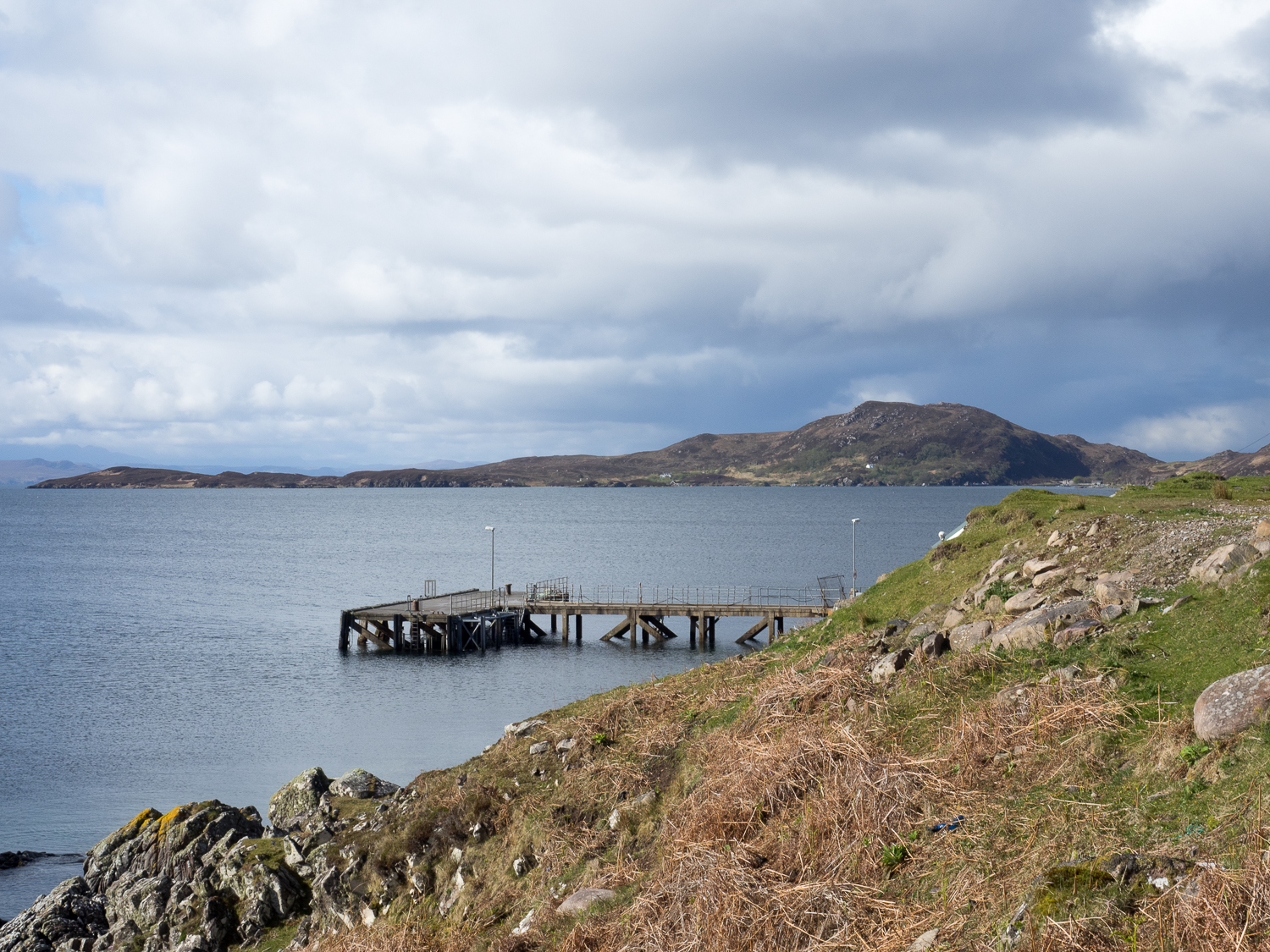
Landungssteg von Polbain am Nordende der Badentarbat Bay. Im Hintergrund der 163 Meter hohe Meall Dearg bei Dornie.

Polbain ist eine alte Crofter-Siedlung am Nordende der Badentarbat Bay. Sie besitzt einen Landungssteg etwas südöstlich des Ortszentrums, von dem aus vor allem die Summer Isles angelaufen werden können. Der Ort selbst liegt etwa 650 Meter vom Meer entfernt, etwas ins Hinterland zurückgesetzt auf rund 56 bis 64 Meter Höhe. Er befindet sich an der von Altandhu im Norden kommenden Ringstraße durch die Coigach-Halbinsel, die bei Drumrunie an der A835 road ihren Ausgang nimmt und schließlich  bei Culnacraig am Westfuß des Ben More Coigachs endet. Die höchste Erhebung Meall an Fheadhain nördlich hinter Polbain ist 204 Meter hoch. Sie trägt einen nördlich vorgelagerten  Sendemast.
Weitere Ortschaften in der Umgebung von Polbain sind neben dem 2,8 Kilometer im Nordwesten liegenden Altandhu das 5,3 Kilometer entfernte Reiff an der Nordwestküste (hier endet die Straße), Brae of Achnahaird 3,4 Kilometer im Norden, Achiltibuie 3 Kilometer im Südosten gefolgt von den Ortschaften Achlochan, Polglass, Badenscallie, Achduart und Culnacraig (alle entlang der Südostküste). Im Ortsteil Old Dornie besitzt Polbain einen, durch einen Straßenabzweig erreichbaren kleinen Hafen an einer geschützten Bucht der Westküste. Weitere Ortsteile sind Dornie im Westen und Blair im Osten.

### Hydrographie
Polbain wird von mehreren kleineren Seen und deren Wasserläufen umgeben. Beispiele hierfür sind der recht große Loch Vatachan im Osten, der Lochan Dubn nördlich vom Ortskern und der Loch a’ Mheallain im Westen. Der Bach Allt an Fhealing entwässert den Lochan Dubn und endet kurz vor dem Landungssteg in die Badentarbat Bay.

## Geologie
Die Gemeinde Polbain liegt geologisch überwiegend auf neoproterozoischen Sedimenten der Aultbea-Formation. Ihre rotgefärbten, arkosehaltigen Sandsteine streichen Nord bis vorwiegend Nordnordost und fallen zwischen 12 und 35° nach Ost bzw. nach Ostsüdost ein. Die Sandsteine sind mittelkörnig, zeigen Trog-Schrägschichtung und Strukturen des unverfestigten Sediments wie Wickelschichtung.
Nur entlang der Westküste bei Caolas Eilean Ristol (gegenüber der Isle Ristol) erscheint auch noch durch eine Verwerfung abgesetzt die ebenfalls rotfarbene, ältere, grobkörnigere, teils geröllführende Applecross-Formation. Vergleichbar auch im Osten – durch eine mehr oder weniger Nord-streichende Störung wird hier in der Verlängerung des Piers die Aultbea-Formation von den wesentlich jüngeren weißen Quarziten der kambrischen Eriboll-Formation abgelöst.
Angefangen mit der Südwestspitze Rubh a’ Mhadaidh-ruaidh zeigt das Festland entlang seiner Westseite mehrere angehobene Strände (Englisch raised beaches) quartären Alters. Sehr häufig zu beobachten ist Tillbedeckung der Sedimente und auch Gletscherschrammen treten auf, welche eine Nordwestbewegung der Eismassen des British Irish Ice Sheets zu erkennen geben. Die Tillbedeckung wird ihrerseits meist von Torf überlagert.

## Ökologie
Die meist durch Steinmauern abgetrennten Croft-Parzellen sind in recht fruchtbare Wiesen und Weiden verwandelt worden. Im rückwärtigen steileren Gelände sind Heidelandschaften mit typischen Farnbeständen (engl. bracken) an der Regel. Vom ursprünglichen Waldbestand ist jedoch so gut wie nichts mehr vorhanden, dennoch finden sich vereinzelte Buschgruppen und Sträucher. Viele der Crofts werden von Baumgruppen und sogar kleineren Wäldern umstanden.

## Archäologie
Entlang der West-, Nord- und Ostseite des Loch Vatachans finden sich unter Heide- und Grasbedeckung 9 prähistorische Hut circles (kreisförmig angeordnete Hüttenstrukturen bzw. deren Fundamente). Die Strukturen erreichen bis zu 10 Meter im Durchmesser. Ihr Alter dürfte ins Neolithikum bis in die späte Eisenzeit zurückgehen. Sie bezeugen die bereits sehr lange Besiedlung von Polbain. Neben den Hut circles und assoziierten Cairns sind auch noch zwei Burnt Mounds (Brandhügel) in der Nähe des Sees zu erwähnen.

## Geschichtliches

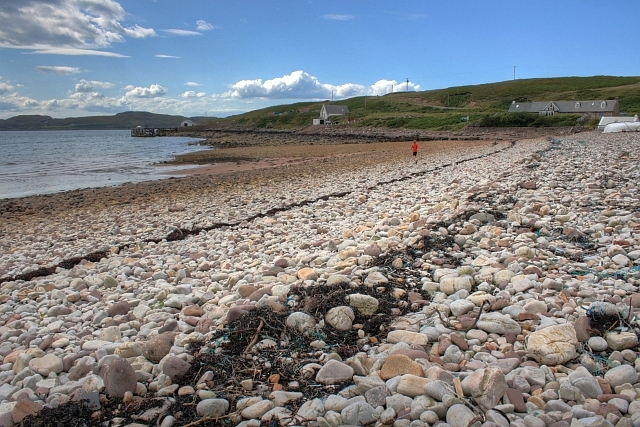
Bandentarbat Beach mit hellen Quarzitgeröllen, links im Hintergrund der Landungssteg von Polbain

Die Crofter-Ansiedlung Polbain geht ins 19. Jahrhundert zurück und entwickelte sich ursprünglich um 1775 auf den landwirtschaftlichen Ländereien von Dornie. Im Jahr 1881 wurden 25 Gebäude rezensiert. Diese lagen im Nordosten der Ansiedlung, noch etwas oberhalb der jetzigen Straße. Jedes einzelne Gebäude verfügte über seine eigene Parzelle, die generell nach Südwesten in Richtung Küste orientiert war. Einige der Parzellen erreichten sogar nahezu das Meer. Dennoch waren viele wertvolle Ländereien nicht aufgeteilt worden und standen unter gemeinsamer Nutzung. Im Jahr 1906 nahm die Straße dann schließlich ihren heutigen Verlauf ein.